# Antonio Modeo
Antonio Modeo (Monteiasi, 6 aprile 1948 – Bisceglie, 16 agosto 1990) è stato un mafioso italiano.

## Biografia
Da giovane, dopo un'attività in Lotta Continua negli anni settanta, creò con i fratellastri Gianfranco, Riccardo e Claudio un'alleanza malavitosa nel Tarantino, dividendo il potere criminale con Aldo Vuto. Nel 1980 i due boss insieme si affiliarono alla Nuova Camorra Organizzata di Raffaele Cutolo organizzando la delinquenza locale nella Nuova camorra pugliese.
Divenne presto un membro importante della Sacra corona unita egemonizzando il controllo sulle attività illegali (bische clandestine, contrabbando di sigarette, estorsioni e usura) all'interno del capoluogo e nell'intera provincia di Taranto, anche grazie al contemporaneo sfaldarsi del clan Vuto e alla scomparsa del vecchio capobanda locale Francesco Basile. 
Antonio venne arrestato per attività illecite di stampo camorristico nel 1986, mentre Gianfranco e Riccardo per l'omicidio di Matteo Marotta (1985).

### La guerra fraticida interna al clan Modeo e la morte
Esplose apertamente il contrasto sul traffico di droga cui "il Messicano" si era sempre opposto. I fratellastri allora organizzarono una propria struttura mafiosa, che prese a smerciare l'eroina. Ciò comportò rilevanti cambiamenti di alleanze all'interno dei due clan Modeo fino allo scoppio di una sanguinosa e lunga faida che vide Antonio, appoggiato da due gruppi, il primo composto da Salvatore De Vitis e Orlando D'Oronzo, Cataldo Ricciardi, Gregorio Cicala e il secondo formato da Matteo La Gioia (De Pace Nasole, dalle provincie Alessandro Corrente (Faggiano), Damiano Pasquale Mele (Lizzano).
Affiliati sempre a La Gioia, opposto ai fratrellastri Riccardo, Gianfranco e Claudio con i quali si schierò il boss dell'Alto Barese Salvatore Annacondia, ai boss tarantini Cosimo Murianni, i fratelli Michele e Giuseppe Galeone, Cataldo Catapano, Giuseppe Cesario, Francesco e Michele Di Bari, Cosimo Cianciaruso, Antonio Matera e Carmelo Pascali e ai boss di Provincia come Francesco Locorotondo (Crispiano), Marino Pulito (Pulsano) e Costantino Turco (Torricella). 
Unico clan che non si schierò da nessuna delle due parti fu il clan Scarci.
Il primo caduto di questa guerra di mafia fu Paolo De Vitis, padre di Salvatore, cui seguì Cosima Ceci, la madre dei Modeo alleata con i tre figli: ma si era solo all'inizio di una catena di omicidi (ben 169) che avrebbe visto soccombere numerosi appartenenti a entrambi i gruppi rivali, compresi amici, parenti e vittime innocenti, al ritmo di 20-30 morti l'anno.
La faida divenne così violenta da costringere Tonino a lasciare Taranto e la zona franca del quartiere Tamburi per trasferirsi prima nel vicino comune di Statte e poi addirittura a Milano.
Venne ucciso a Bisceglie mentre era in latitanza dal 1986 (dove probabilmente aveva traslocato con la famiglia) nell'estate del 1990 per ordine dell'Annacondia su incarico dei fratellastri nuovamente incarcerati dall'aprile 1990.
La sua morte non significò però la fine né del suo clan (che alla fine ne uscirà vincitore) né della guerra di mafia a Taranto, che anzi parve diventare ancora più sanguinosa e violenta in seguito all'emergere di nuovi personaggi malavitosi in grado di contendersi le redini dell'organizzazione criminale.